# Преро (Новара)
Преро је насеље у Италији у округу Новара, региону Пијемонт.
Према процени из 2011. у насељу је живело 112 становника. Насеље се налази на надморској висини од 554 м.